# East Bangor
East Bangor é um distrito localizado no estado norte-americano de Pensilvânia, no Condado de Northampton.

## Demografia
Segundo o censo norte-americano de 2000, a sua população era de 979 habitantes.
Em 2006, foi estimada uma população de 1033, um aumento de 54 (5.5%).

## Geografia
De acordo com o United States Census Bureau tem uma área de
2,1 km², dos quais 1,9 km² cobertos por terra e 0,2 km² cobertos por água.

## Localidades na vizinhança
O diagrama seguinte representa as localidades num raio de 12 km ao redor de East Bangor.